# Яснополянский сельсовет (Оренбургская область)
Яснополянский сельсовет — сельское поселение в Ташлинском районе Оренбургской области Российской Федерации.
Административный центр — посёлок Ясная Поляна.

## История
Статус и границы сельского поселения установлены Законом Оренбургской области от 2 сентября 2004 года № 1424/211-III-ОЗ «О наделении муниципальных образований Оренбургской области статусом муниципального района, городского округа, городского поселения, установлении и изменении границ муниципальных образований».

## Население
| 2010  | 2012  | 2013  | 2014  | 2015  | 2016  | 2017  |
| ----- | ----- | ----- | ----- | ----- | ----- | ----- |
| 1750  | ↘1740 | ↗1741 | ↘1701 | ↘1651 | ↘1624 | ↘1602 |
| 2018  | 2019  | 2020  | 2021  |       |       |       |
| ↘1576 | ↘1573 | ↘1545 | ↘1528 |       |       |       |

## Состав сельского поселения
| № | Населённый пункт | Тип населённого пункта          | Население |
| - | ---------------- | ------------------------------- | --------- |
| 1 | Восходящий       | посёлок                         | 320       |
| 2 | Зерновой         | посёлок                         | 261       |
| 3 | Солнечный        | посёлок                         | 409       |
| 4 | Ясная Поляна     | посёлок, административный центр | 760       |